# Math rock

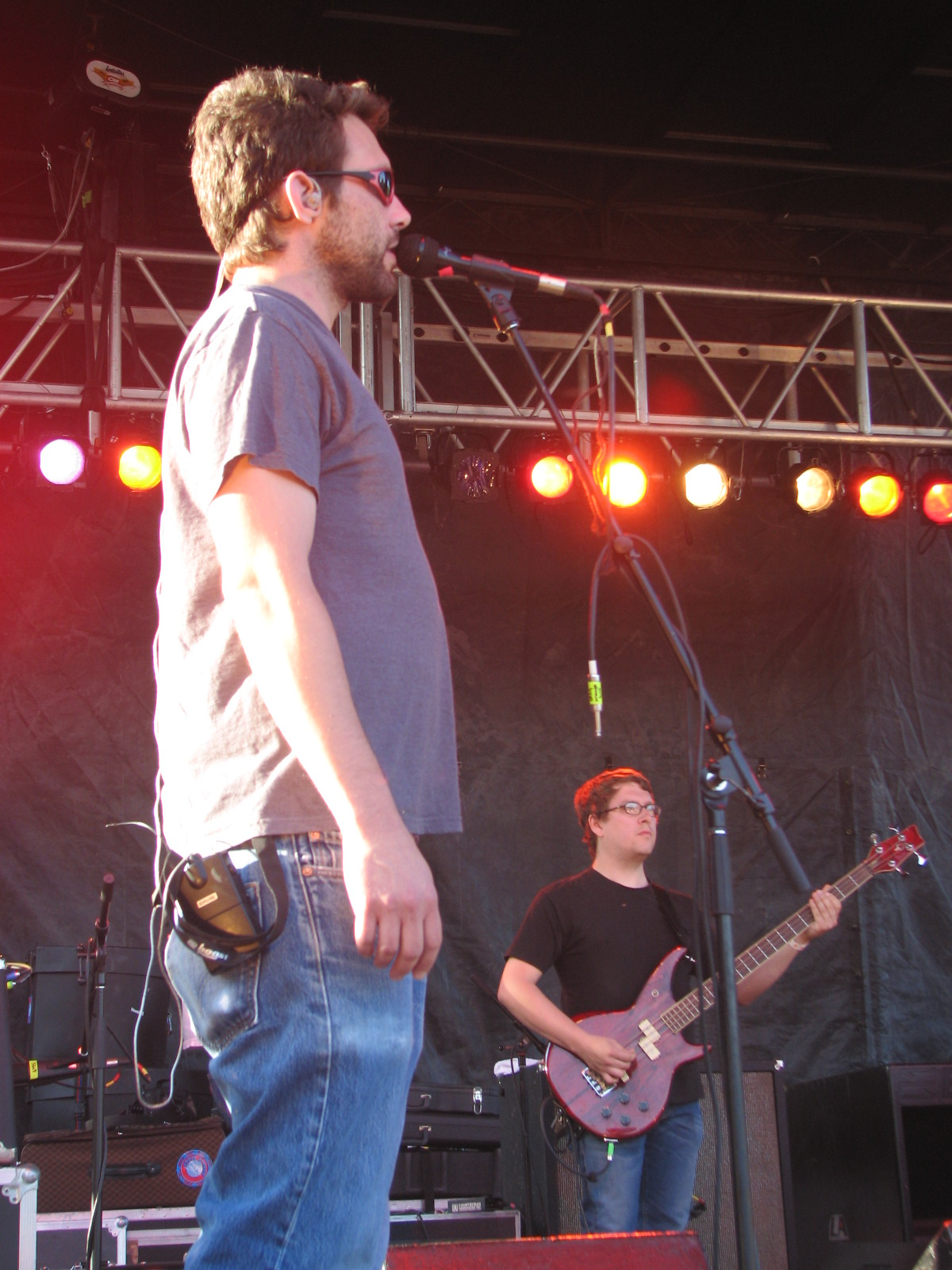
Slint evoluând la Pitchfork Music Festival

Math rock este un stil de experimental rock și indie rock, ritmic complex și bazat pe chitară, apărut la sfârșitul anilor 1980, sub influența unor formații progressive rock ca King Crimson și a compozitorilor minimaliști ai secolului al XX-lea ca Steve Reich. Genul e caracterizat prin structuri ritmice complexe și atipice, contrapunct, metri pari, melodii unghiulare și adesea disonanțe extinse.